# Güßhügel
Güßhügel ist ein Gemeindeteil der Gemeinde Bischofsgrün im Landkreis Bayreuth (Oberfranken, Bayern). Güßhügel liegt in der Gemarkung Bischofsgrün.

## Geografie
Der Weiler besteht aus drei Einzelsiedlungen, die jeweils ungefähr hundert Meter voneinander entfernt sind und allesamt in einer kleinen Rodungsinsel des Bischofsgrüner Forsts liegen. Haus Nr. 1 und 2 sind über eine Gemeindeverbindungsstraße erreichbar, die nach Glasermühle (0,3 km südöstlich) bzw. nach Hirschhaid verläuft (0,4 km nordwestlich). Zu Haus Nr. 3 führt ein Anliegerweg, der 300 Meter östlich von der Staatsstraße 2464 abzweigt.

## Geschichte
Der Ort wurde im Jahr 1536 als Siedlung „im Stöckich am Segberg“ erstmals schriftlich erwähnt; 1692 wurde sie „Gißhügel“ genannt, 1793 „Kißhügel“ und 1796 „Gieß- und Güßhügel“.
Güßhügel gehörte zur Realgemeinde Bischofsgrün. Gegen Ende des 18. Jahrhunderts bestand Güßhügel aus einem Anwesen. Die Hochgerichtsbarkeit stand dem bayreuthischen Stadtvogteiamt Berneck zu. Das Kastenamt Gefrees war Grundherr des Gütleins.
Von 1797 bis 1810 unterstand Güßhügel dem Justiz- und Kammeramt Gefrees. Infolge des Ersten Gemeindeedikts wurde Güßhügel dem 1812 gebildeten Steuerdistrikt Bischofsgrün und der Ruralgemeinde Bischofsgrün zugewiesen.

### Einwohnerentwicklung
| Jahr      | 001818 | 001819 | 001861 | 001871 | 001885 | 001900 | 001925 | 001950 | 001961 | 001970 | 001987 |
| Einwohner | 34     | 26     | 41     | 22     | 13     | 25     | 16     | 16     | 14     | 10     | 14     |
| Häuser    | 5      |        |        |        | 3      | 3      | 3      | 3      | 3      |        | 3      |
| Quelle    | [ 7 ]  | [ 10 ] | [ 11 ] | [ 12 ] | [ 13 ] | [ 14 ] | [ 15 ] | [ 16 ] | [ 17 ] | [ 18 ] | [ 1 ]  |

## Religion
Güßhügel ist nach St. Matthäus (Bischofsgrün) gepfarrt und evangelisch-lutherisch geprägt.